# Myleus torquatus
Myleus torquatus är en fiskart som först beskrevs av Kner, 1858.  Myleus torquatus ingår i släktet Myleus och familjen Characidae. Inga underarter finns listade i Catalogue of Life.